# Кремнюха
Кремнюха (каз. Кремнюха) — село в Зыряновском районе Восточно-Казахстанской области Казахстана. Входит в состав Никольского сельского округа. Код КАТО — 634843400.

## Население
В 1999 году население села составляло 310 человек (150 мужчин и 160 женщин). По данным переписи 2009 года в селе проживал 231 человек (113 мужчин и 118 женщин).